# Кировско-Выборгская линия
Ки́ровско-Вы́боргская линия — первая линия Петербургского метрополитена, соединяет через центр юго-западные и северо-восточные районы Санкт-Петербурга. Крайний северный участок линии в виде станции «Девяткино» (единственной с декоммунизированным названием) и электродепо ТЧ-4 «Северное» находятся уже в другом субъекте страны — Ленинградской области (г. Мурино; они же — первые в РСФСР и, после, России). В составе линии 19 станций, её длина 29,57 км, среднее время поездки по всей линии — около 47 мин. На линии имеются участки как глубокого, так и мелкого заложения. Первая в СССР с кросс-платформенной пересадкой — станцией «Технологический институт» (образовалась после открытия второго зала, одновременно являющийся станцией первой очереди Московско-Петроградской линии). На схемах и указателях обозначается красным цветом и пиктограммой .
Несмотря на то, что Кировско-Выборгская линия рассчитана на 8-вагонные поезда (их составность была увеличена с 7-вагонной на 8-вагонную в 2004 году), из-за особенностей эксплуатации они не полностью помещаются на станциях, в связи с чем у поездов всегда закрыта последняя дверь последнего вагона (32-й дверной проём) в обоих направлениях (в центр и из него), также всегда закрыта первая дверь первого вагона на станциях «Технологический институт» (конкретно — во втором зале) — по направлению в центр и «Девяткино» (в обоих направлениях).
Первая линия в Петербургском метрополитене, на которой, вслед за Филёвской линией Московского метрополитена, впервые за полвека к управлению электропоездом допущены женщины, что связано с оснащением линии с современными поездами.
До открытия ТЧ-22 «Аминьевское» была единственной в СССР и, позже, России, на которой находится три электродепо, несмотря на то, что одно из них — ТЧ-2 «Дачное» — исключительно ремонтное.

## История

### История строительства
Строительство метрополитена началось в январе 1941 года, но с началом войны выработки были затоплены. Вновь строительство начато 3 сентября 1947 года. 7 октября 1955 года запущен первый обкаточный электропоезд. 5 ноября 1955 года был подписан акт о сдаче в эксплуатацию первой очереди ленинградского метрополитена, а 15 ноября первая линия  метрополитена была торжественно открыта.
В довоенный проект трассировки входила станция «Сад 9-го января» — она не была построена в целях экономии.
Станции первой очереди («Площадь Восстания», «Владимирская», «Технологический институт», «Балтийская», «Нарвская», «Кировский завод» и «Автово») были построены до выхода постановления «Об устранении излишеств в проектировании и строительстве», выполнены в стиле сталинского классицизма и включены в единый государственный реестр объектов культурного наследия регионального значения.
После постройки станции «Площадь Ленина», первая линия соединяла все действовавшие в то время вокзалы Ленинграда, кроме Варшавского, который располагался в 400 метрах от Балтийского, и строительство под него станции метро было нецелесообразно.
В 1966 году для обеспечения транспортной доступности района Дачное была построена временная открытая наземная станция «Дачное». Она была закрыта и разобрана в 1977 году после открытия участка «Автово» — «Проспект Ветеранов». По результатам эксплуатации этой станции было решено отказаться от строительства в Ленинграде наземных открытых станций.
В 1974 году в Ленинграде был разработан проект односводчатой станции глубокого заложения, и первыми в мире станциями, построенными по этой технологии, стали «Площадь Мужества» и «Политехническая» (недоступная ссылка) Кировско-Выборгской линии.
Строительство первой линии петербургского метрополитена многократно осложнялось из-за сложных геологических условий. К примеру, из-за проблем при сооружении наклонного хода, открытие станции «Пушкинская» было отложено до апреля 1956 года. Наиболее сложным был перегон между станциями «Лесная» и «Площадь Мужества», где из-за прорыва плывуна в декабре 1995 года оба старых тоннеля пришлось затопить во избежание наземных разрушений и строить новые с нуля в течение почти 9 лет.

### Хронология пусков
| Дата пуска           | Участок                                                                           | Длина                        | Кол-во станций |
| -------------------- | --------------------------------------------------------------------------------- | ---------------------------- | -------------- |
| 15 ноября 1955 года  | «Автово» — «Площадь Восстания» (без станции «Пушкинская»)                         | 10,8 км                      | 7              |
| декабрь 1955 года    | «Автово» — ТЧ-1 «Автово»                                                          | ≈1,5 км                      | —              |
| 30 апреля 1956 года  | «Пушкинская» (на действующем участке «Владимирская» — «Технологический институт») | —                            | 1              |
| 1 июня 1958 года     | «Площадь Восстания» — «Площадь Ленина» (без станции «Чернышевская»)               | 3,4 км                       | 1              |
| 1 сентября 1958 года | «Чернышевская» (на действующем участке «Площадь Ленина» — «Площадь Восстания»)    | —                            | 1              |
| 1 июня 1966 года     | «Автово» — «Дачное»                                                               | 1,5 км                       | 1              |
| 30 июня 1970 года    | «Автово» — ТЧ-2 «Дачное»                                                          | неизвестно                   | —              |
| 22 апреля 1975 года  | «Площадь Ленина» — «Лесная»                                                       | 3,5 км                       | 2              |
| 31 декабря 1975 года | «Лесная» — «Академическая»                                                        | 5,3 км                       | 3              |
| 5 октября 1977 года  | «Автово» — «Проспект Ветеранов»                                                   | 3,6 км                       | 2              |
| 5 октября 1977 года  | закрыта станция «Дачное»                                                          | −1,5 км                      | −1             |
| 29 декабря 1978 года | «Академическая» — «Девяткино»                                                     | 4,3 км                       | 2              |
| 1979 год             | «Девяткино» — ТЧ-4 «Северное»                                                     | 1,0 км                       | —              |
|                      | Всего:                                                                            | 29,6 км (недоступная ссылка) | 19 станций     |

### История переименований
| Дата             | Старое название | Нынешнее название |
| ---------------- | --------------- | ----------------- |
| 1 июля 1992 года | Комсомольская   | Девяткино         |

## Станции
Все станции Кировско-Выборгской линии, кроме «Девяткино», подземные и имеют островные платформы.
|  | Название станции                         | Дата открытия   | Тип станции                              | Глубина, (м) | Координаты                      | Район города                             | Вид станции |
|  | ---------------------------------------- | --------------- | ---------------------------------------- | ------------ | ------------------------------- | ---------------------------------------- | ----------- |
|  | Девяткино до 1 июля 1992 «Комсомольская» | 29 декабря 1978 | крытая наземная                          | 0            | 60°03′01″ с. ш. 30°26′32″ в. д. | Всеволожский район Ленинградской области |             |
|  | Гражданский проспект                     | 29 декабря 1978 | колонная                                 | 64           | 60°02′06″ с. ш. 30°25′05″ в. д. | Калининский район                        |             |
|  | Академическая                            | 31 декабря 1975 | колонная                                 | 64           | 60°00′45″ с. ш. 30°23′45″ в. д. | Калининский район                        |             |
|  | Политехническая                          | 31 декабря 1975 | односводчатая                            | 65           | 60°00′31″ с. ш. 30°22′15″ в. д. | Калининский район                        |             |
|  | Площадь Мужества                         | 31 декабря 1975 | односводчатая                            | 67           | 59°59′59″ с. ш. 30°22′00″ в. д. | Калининский район                        |             |
|  | Лесная                                   | 22 апреля 1975  | колонная                                 | 64           | 59°59′05″ с. ш. 30°20′39″ в. д. | Выборгский район                         |             |
|  | Выборгская                               | 22 апреля 1975  | колонная                                 | 67           | 59°58′16″ с. ш. 30°20′51″ в. д. | Выборгский район                         |             |
|  | Площадь Ленина                           | 1 июня 1958     | пилонная с укороченным центральным залом | 71           | 59°57′20″ с. ш. 30°21′21″ в. д. | Калининский район                        |             |
|  | Чернышевская                             | 1 сентября 1958 | пилонная с укороченным центральным залом | 70           | 59°56′40″ с. ш. 30°21′35″ в. д. | Центральный район                        |             |
|  | Площадь Восстания                        | 15 ноября 1955  | пилонная                                 | 58           | 59°55′52″ с. ш. 30°21′38″ в. д. | Центральный район                        |             |
|  | Владимирская                             | 15 ноября 1955  | пилонная с укороченным центральным залом | 55           | 59°55′39″ с. ш. 30°20′52″ в. д. | Центральный район                        |             |
|  | Пушкинская                               | 30 апреля 1956  | пилонная                                 | 57           | 59°55′13″ с. ш. 30°19′47″ в. д. | Адмиралтейский район                     |             |
|  | Технологический институт                 | 15 ноября 1955  | колонная                                 | 60           | 59°54′59″ с. ш. 30°19′06″ в. д. | Адмиралтейский район                     |             |
|  | Балтийская                               | 15 ноября 1955  | колонная                                 | 57           | 59°54′26″ с. ш. 30°17′58″ в. д. | Адмиралтейский район                     |             |
|  | Нарвская                                 | 15 ноября 1955  | пилонная                                 | 52           | 59°54′03″ с. ш. 30°16′29″ в. д. | Кировский район                          |             |
|  | Кировский завод                          | 15 ноября 1955  | колонная                                 | 50           | 59°52′46″ с. ш. 30°15′42″ в. д. | Кировский район                          |             |
|  | Автово                                   | 15 ноября 1955  | колонная трёхпролётная мелкого заложения | 12           | 59°52′02″ с. ш. 30°15′41″ в. д. | Кировский район                          |             |
|  | Ленинский проспект                       | 5 октября 1977  | колонная трёхпролётная мелкого заложения | 8            | 59°51′06″ с. ш. 30°16′05″ в. д. | Кировский район                          |             |
|  | Проспект Ветеранов                       | 5 октября 1977  | колонная трёхпролётная мелкого заложения | 8            | 59°50′30″ с. ш. 30°15′06″ в. д. | Кировский район                          |             |

### Типы станций

#### Колонная станция глубокого заложения
В Санкт-Петербурге (Ленинграде) станции такого типа появились в первой очереди на пусковом участке «Автово» — «Площадь Восстания» в 1955 году.
На 2025 год таких станций на Кировско-Выборгской линии семь:
- «Гражданский проспект» (1978),
- «Академическая» (1975),
- «Лесная» (1975),
- «Выборгская» (1975),
- первый зал станции «Технологический институт» (1955), действующий как кросс-платформенный пересадочный узел между Кировско-Выборгской и Московско-Петроградской линиями,
- «Балтийская» (1955),
- «Кировский завод» (1955).

#### Односводчатая станция глубокого заложения
Данный тип станции представляет собой однообъёмный большой зал. Впервые в мире станции такого типа появились на пусковом участке «Лесная» — «Академическая» в 1975 году.
На 2025 год таких станций на Кировско-Выборгской линии две:
- «Политехническая» (1975),
- «Площадь Мужества» (1975).

#### Пилонная станция глубокого заложения
В Санкт-Петербурге (Ленинграде) станции такого типа появились в первой очереди на пусковом участке «Автово» — «Площадь Восстания» в 1955 году.
На 2025 год таких станций на Кировско-Выборгской линии шесть:
- «Площадь Ленина» (1958),
- «Чернышевская» (1958),
- «Площадь Восстания» (1955),
- «Владимирская» (1955),
- «Пушкинская» (1956),
- «Нарвская» (1955).
- второй зал станции «Технологический институт» (1961), действующий как кросс-платформенный пересадочный узел между Кировско-Выборгской и Московско-Петроградской линиями.

Станции «Площадь Ленина», «Чернышевская» и «Владимирская» имеют укороченный центральный зал.

#### Колонная станция мелкого заложения
В Санкт-Петербурге (Ленинграде) станции такого типа появились в первой очереди на пусковом участке «Автово» — «Площадь Восстания». Такие станции располагаются на глубине не более 15 метров и имеют высокую пропускную способность в часы пик.
На 2025 год таких станций на Кировско-Выборгской линии три:
- «Автово» (1955),
- «Ленинский проспект» (1977),
- «Проспект Ветеранов» (1977).

#### Наземная станция
Единственная такая станция на линии — «Девяткино» — появилась в 1978 году. В 1966—1977 гг. функционировала единственная в истории Ленинградского-Петербургского метрополитена наземная открытая станция «Дачное».

## Происшествия

### Прорыв
8 апреля 1974 года во время строительства участка «Лесная» — «Площадь Мужества» в забой начали поступать грунтовые воды. Аварийные затворы из-за быстрого поступления плывуна полностью закрыть не удалось, и тоннели были затоплены на километр. Прорыв привёл к проседанию участков грунта на Площади Мужества и обрушению корпусов НПО «Аврора». Проходка нового тоннеля осуществлялась с использованием жидкого азота. О данной аварии был снят фильм «Прорыв».

### Размыв
В феврале 1995 года на участке «Лесная» — «Площадь Мужества» снова началось проникновение большого объёма воды в тоннели. Попытки устранить течи велись до декабря, после чего было принято решение затопить оба тоннеля. В период, пока перегон был закрыт, за станцией «Лесная» был восстановлен ранее разобранный оборотный съезд. Между станциями был организован бесплатный автобусный маршрут № 80. С ноября 2001 года строились новые тоннели, которые были открыты для движения 26 июня 2004 года.

### Теракт 1996 года
В ночь с 18 на 19 декабря 1996 года в поезде между станциями «Площадь Ленина» и «Выборгская» произошёл взрыв. В момент этого в одном из вагонов было два человека, один из которых был оглушен взрывной волной. Поскольку тоннель не был повреждён, то полное движение по части красной линии к раннему утру 19 декабря было восстановлено.

### Обнаружение взрывного устройства на станции «Площадь Восстания»
3 апреля 2017 года террорист Акбаржон Джалилов оставил на станции «Площадь Восстания» взрывное устройство, мощность которого составила 1 кг в тротиловом эквиваленте. Позже смертник подорвал себя в вагоне, который отъехал от станции «Сенная площадь».

## Пересадки
С севера на юг:
| Со станции               | На линию, на станцию     |
| ------------------------ | ------------------------ |
| Площадь Восстания        | Маяковская               |
| Владимирская             | Достоевская              |
| Пушкинская               | Звенигородская           |
| Технологический институт | Технологический институт |

## Электродепо
Линию обслуживает депо ТЧ-1 «Автово» (за одноимённой станцией), на территории которого также располагается одно из двух ремонтных депо — ТЧ-2 «Дачное». Второе — ТЧ-4 «Северное» — за станцией «Девяткино».
Изначально ТЧ-4 «Северное» обслуживало составы Невско-Василеостровской линии. Со станции «Девяткино» составы следовали до станции «Площадь Восстания», затем по соединительной ветви на станцию «Маяковская» (при этом высадка пассажиров не производилась) и далее до станции «Приморская». С 1995 года из-за размыва поезда третьей линии стали обслуживаться в депо «Невское».

## Подвижной состав

### Количество вагонов в составах
| Количество | Годы                 |
| ---------- | -------------------- |
| 4          | 1955—1956; 1997—2001 |
| 5          | 1956—1970; 1996—1997 |
| 6          | 1970—1977; 2001—2004 |
| 7          | 1977—2004            |
| 8          | с 2004               |

### Тип подвижного состава
| Тип                                                                  | Период                           |
| -------------------------------------------------------------------- | -------------------------------- |
| Г                                                                    | 1955—1969                        |
| Д                                                                    | 1955—1972                        |
| Е                                                                    | 1965—2015                        |
| Ема, Ем, Емх                                                         | 1967—5 октября 2020              |
| Ема-502, Ем-501,                                                     | c 1971 (Ема-502, Ем-501)         |
| Емх-503                                                              | 1971—2022 (Емх-503)              |
| Ема-502М, Ем-501М (некоторые вагоны Ема, Ем и Емх, прошедшие КВР)    | 2001—2020                        |
| Ема-502М, Ем-501М (некоторые вагоны Ема-502 и Ем-501, прошедшие КВР) | с 2006                           |
| 81-722.1/723.1/724.1 «Юбилейный»                                     | 15 ноября 2016 — настоящее время |
| 81-725.1/726.1/727.1 «Балтиец»                                       | 12 ноября 2022 — настоящее время |

Планировалось, что на линии будет эксплуатироваться поезд «НеВа» в 8-вагонной составности, несмотря на то, что он был выпущен персонально для Невско-Василеостровской линии, о чём свидетельствует его название — первые две буквы названия линии.
Вагоны серии Ема-502 и Ем-501 (Емх-503 были полностью выведены из эксплуатации в 2022 году), а также их разновидности, прошедшие капитально-восстановительный ремонт (КВР) на ЗАО «Вагонмаш», будут находиться в пассажирской эксплуатации до 2025 года, пока не будут полностью заменены на вагоны серии 81-725.1/726.1/727.1 «Балтиец» (для этого также закупались вагоны серии 81-722.1/723.1/724.1).
5 октября 2020 года завершил свою эксплуатацию последний вагон типа «Ем» № 3880 с линкрустом в салоне.
26 сентября 2022 года на линии началась обкатка поезда нового поколения «Балтиец». Испытания нового поезда были завершены 7 ноября, 12 ноября на линию выехал первый «Балтиец» с пассажирами, в честь чего были выпущены лимитированные электронные карты «Подорожник» тиражом в 5 тысяч штук, на котором изображён поезд «Балтиец» на станции «Балтийская».

### Подвижной состав линии в культуре

#### Кинематограф
В 4-й серии первого сезона телесериала «Литейный 4» запечатлены составы Ема-502/Ем-501, действие происходит на Кировско-Выборгской линии.

#### Видеоигры
В дополнении (моде) «Metrostroi Subway Simulator» представлен пассажирский подвижной состав линии, планируемый к  выведению из эксплуатации в виде вагонов Ема-502/Ем-501. Дополнение отличается от других компьютерных симуляторов поезда высокой реалистичностью.

### Технические подробности
На линии основным средством сигнализации является автоблокировка с автостопами и защитными участками, дополненная АЛС-АРС, также присутствует система автоведения поездов КСАУП (комплексная система автоматического управления поездом).

## Перспективы

### Продление линии на юг
Некоторыми планами развития метрополитена предусматривалось продление первой линии метрополитена за станцию «Проспект Ветеранов». Станции имели бы условные названия «Улица Солдата Корзуна», «Проспект Маршала Жукова», «Лигово» (с пересадкой на одноимённую станцию Красносельско-Калининской линии). Согласно другому плану предполагается строительство станций «Ульянка» (близ одноимённой железнодорожной платформы) и «Пулково» (близ аэропорта). Эти планы планировалось осуществить к 1990 году.
В 2018 году появились планы продлить первую линию в южном направлении на две станции:
- «Александрино»;
- «Проспект Маршала Жукова» (на пересечении проспектов Ветеранов и Маршала Жукова)

Строительство планируется начать в 2028 году. Обе станции планируются пилонными глубокого заложения с присутствием станций мелкого заложения (то есть построенных открытым способом).

### Критика перспектив
Существует мнение, что продление Кировско-Выборгской линии за «Проспект Ветеранов» — самую загруженную станцию в России — чревато возникновением т. н. «эффекта Выхино» — когда посадка на поезд на одной станции делает невозможной посадку на следующих станциях. Кроме того, перенесены сроки открытия станций «Броневая» и «Боровая» Красносельско-Калининской линии, строящейся для разгрузки Кировско-Выборгской линии — до 2032 и 2033 годов соответственно, а первые две станции Красносельско-Калининской линии — «Юго-Западная» и «Путиловская», не решат вопроса загруженности.

### Ответвление от станции «Политехническая»
При выборе направления строительства участка «Академическая» — «Девяткино» как основной рассматривался вариант продолжения линии по оси Светлановского проспекта. Этот вариант отвергли из-за плохих геологических условий. Тогда был предложен вилочный вариант: по оси проспекта Культуры и в сторону станции Ручьи (под ответвление были построены заделы). Это объясняет расположение метро относительно застройки района.
Генеральный план от 2018 года предусматривает ответвление линии с тремя станциями:
- «Сосновка» (на пересечении Тихорецкого и Северного проспектов);
- «Проспект Культуры» (на пересечении проспектов Культуры и Просвещения).
- «Бугры» в одноимённом городе Ленинградской области.

Дата начала строительства остаётся неизвестной.

## Непостроенная станция «Сад 9-го января»
По первоначальному плану, утверждённому приказом Народного комиссара путей сообщения (Л. М. Кагановича) от 21 января 1941 года № 27 «О строительстве Метрополитена в Ленинграде», планировалось строительство 12 станций, в число которых входила станция «Сад 9-го января» — она должна была располагаться между «Кировским заводом» и «Нарвской». Её планировалось открыть в составе первой очереди в декабре 1942 г., но началась война и строительство метрополитена пришлось отложить. Были заложены все шахты, расчищены площадки под наземные сооружения.
После войны, из-за масштабных работ по восстановлению города и нехватки денег, от строительства этой станции пришлось отказаться. В результате получился один из самых длинных перегонов на первой линии.
Текст приказа:

ПРИКАЗ НАРОДНОГО КОМИССАРА ПУТЕЙ СООБЩЕНИЯ

№ 27

гор. Москва 21 января 1941 года

«О строительстве Метрополитена в Ленинграде»

Во исполнение постановления Совета Народных Комиссаров Союза ССР и Центрального Комитета ВКП/б/ № 126-54сс от 17 января 1941 года о строительстве Метрополитена в гор. Ленинграде, — приказываю:
I. Начальнику Метростроя тов. Гоциридзе и его первому заместителю тов. Самодурову

а/ приступить немедленно к строительству Метрополитена в Ленинграде;

б/ строительство первой очереди, общим протяжением 19,1 клм. вести по Кировско-Выборгскому направлению от Автово до Бабурина переулка и от площади Восстания до Октябрьской железной дороги со станциями:

1. Автово

2. Кировский завод

3. Сад 9-го января

4. Площадь Стачек

5. Балтийский вокзал

6. Технологический институт

7. Витебский вокзал

8. Площадь Нахимсона

9. Площадь Восстания

10. Кирочная улица

11. Финляндский вокзал

12. Бабурин переулок.

в/ сооружение Ленинградского Метрополитена вести глубоким заложением /30—50 метров/ при помощи щитов с чугунной обделкой станций и тоннелей под Невой и бетонной обделкой перегонных тоннелей…
Работы были начаты незамедлительно.
Уже в конце марта 1941 г. вышло архитектурно-планировочное задание к проектированию станций, вестибюлей и входов метрополитена в Ленинграде
(за подписью начальника строительства № 5 НКПС (первое название «Метростроя») И. Г. Зубкова).

### Комментарии
1. 1 2 3  На участке «Площадь Мужества» — «Девяткино» во времена «Размыва»
2. ↑  Сохранены два вагона №№ 3369 и 3427 и эксплуатируются в составе ретро-поезда.
3. ↑  Из них два типа — Ема и Емх — сохранены в количестве двух единиц (№№ 3935 и 3934) и эксплуатируются в составе ретро-поезда.

1. ↑  После 1993 года[3] все линии в навигации обозначаются номерами и цветами[4], однако названия линий, образованные от соединяемых ими районов, продолжают использоваться в рабочей документации[5]